# Iquicha
Iquicha (también denominado como República de Iquicha y en algunas obras como Republiqueta de Iquicha), durante la Confederación Perú-Boliviana (1836-1839) fue denominada oficialmente como Gobernación del Distrito de Carhuaucran, fue la entidad que se constituyó por guerrilleros iquicheños, en la comunidad de Huanta, que funcionaba como un territorio autónomo, que existió ente 1822 y 1839, en la cual el gobierno de la República Peruana no había logrado controlar; este territorio estaba liderizado por Antonio Huachaca, un campesino iquicheño, al que en 1836, Andrés de Santa Cruz condecoró — por su luchar en la guerra por el establecimiento de la Confederación Perú-Boliviana —  nombrandolo  "Juez de Paz y Gobernador del distrito de Carhuaucran", lo cual motivo entre los opositores al proyecto de la confederación un irónico comentario llamándolo "Jefe Supremo de la Republica de Iquicha, con insulto del gobierno peruano y de sus leyes".
Surgió cuando Antonio Huachaca capturó Huanta y declaró la abolición de la República Peruana, la cual se había conformado en 1822; por lo que Huachaca desde su castillo, sus tribunales y sus cabildos administraba el poder nombrando a sus delegados o alcaldes, así como organizando diezmeros que recaudaban fondos para la causa de "Su Majestad Católica".

Este seudo Estado llegó a disponer la movilización de mano de obra para la «refacción de puentes y caminos», y más sorprendente aun, sus atribuciones abarcaron la reglamentación del orden público, estableciendo patrones éticos de conducta para los individuos bajo su jurisdicción.

En 1836, el territorio se incorporó a la Confederación Perú-Boliviana, como un territorio autónomo, oficialmente bajo el nombre de Gobernación del Distrito de Carhuaucran, tras la batalla de Yungay, se levantaron en armas contra el Gobierno Restaurador y el Ejército Restaurador, manteniéndose en el frente de guerra, hasta la suscripción del Tratado de Yanallay, el 15 de noviembre de 1839.

## Historia

### En el Virreinato del Perú
Los iquichanos habían destacado como guerreros, combatiendo contra los rebeldes cuzqueños de  Túpac Amaru II en 1781. Manteniéndose como fieles aliados del poder virreinal.
En 1813, Antonio Huachaca aparece por primera vez como un líder muy popular, liderando a los campesinos indios desacatando las órdenes de la administración de Huamanga en protesta a la inoperancia del intendente local en frenar los abusos de los cobradores de impuestos gubernamentales, ya que la Constitución de Cádiz había abolido el tributo indígena y el trabajo no asalariado en obras públicas. Esto era consecuencia directa de la revuelta que había afectado a la ciudad de Huamanga el año anterior, la promulgación de la constitución liberal y los conflictos de los revolucionarios liberales con las autoridades virreinales absolutistas. Los indios de Iquicha no tenían problemas en apoyar a la vez a un rey absolutista y a las reformas de una constitución liberal ya que ambos les daban beneficios.

### En la Rebelión del Cuzco
En 1814, estalla una rebelión en Cuzco, en la cual los iquichanos, al mando de Huachaca, deciden apoyar a los representantes del rey, enfrentándose a los independentistas cuzqueños, movilizando a su gente contra los hermanos Angulo, tal como habían hecho en 1780 contra Túpac Amaru II (1738-1781).
Los combates entre iquicheños y cuzqueños se desarrollaron en septiembre-octubre de 1814 y enero de 1815, actuando Huachaca como jefe de guerrillas al mando del hacendado y comandante de milicias, Pedro José Lazón, y recibiendo por estas acciones el grado de general de brigada en el Ejército Real del Perú de parte de José de la Serna (1770-1832).
La principal acción en que participaron los iquichanos en ese momento fue la exitosa defensa de Huanta, el 1 de octubre de 1814, cuando una columna de 5000 morochucos (sólo 300 con fusiles) con cuatro cañones y caballería intentó tomar la ciudad. Al contrario de los iquichanos, destacados realistas, los morochucos de Cangallo se distinguieron como feroces patriotas.

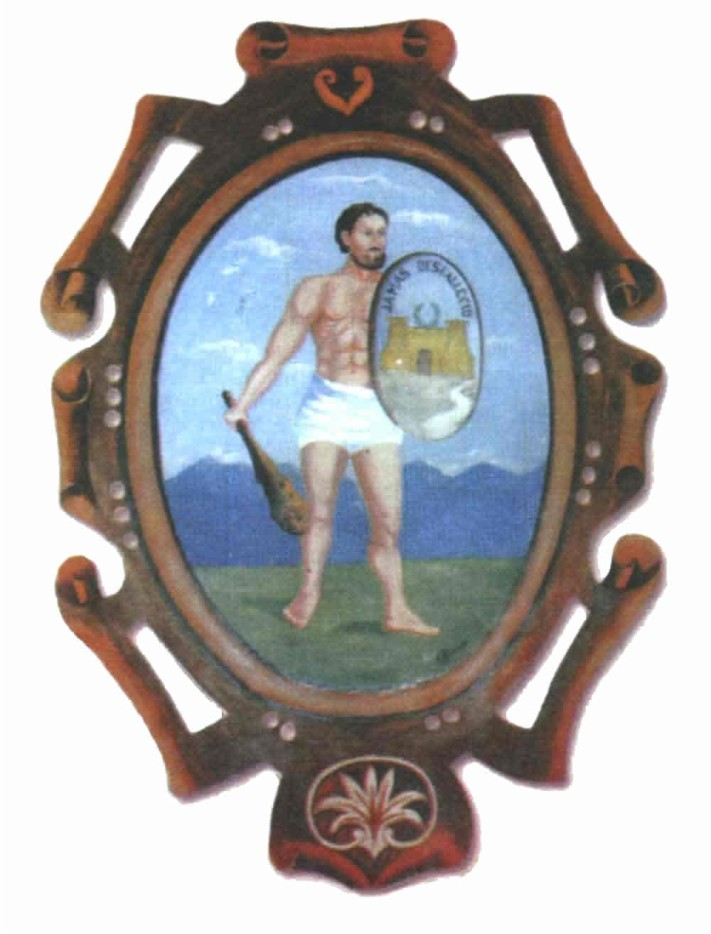
Escudo de Iquicha, entregada por el Rey de España, en recompensa por su lealtad.

En recompensa por su lealtad, el Virrey José de la Serna ordenó la entrega a los iquichanos de un escudo propio para su comunidad.

### Guerra contra la República Peruana
Entre 1825 y 1828 , se enfrentaron las fuerzas de la naciente República Peruana y los iquichanos (realistas de Huanta). Los iquichanos defendían un régimen monárquico, corporativo, pluri-étnico y poliárquico inspirado en la Monarquía tradicional y el Pluralismo jurídico de los Fueros del Imperio español (al que consideraban garante de su Derecho consuetudinario con el Pactismo de su vasallaje a la Corona), siendo una reacción al Constitucionalismo uniformizador y progresista, al Centralismo limeño y a la Democracia liberal (también inicialmente al Bolivarianismo) por el peligro a que sus instituciones tradicionales no sean respetadas por un estado dominado por criollos y la desconfianza a la incertidumbre de las elecciones democráticas. También sería una lucha religiosa en defensa del Catolicismo político contra las ideas nuevas heréticas de anticristos republicanos.
Los primeros levantamientos se dieron en marzo y diciembre de 1825, pero fueron sometidos fácilmente por el enorme contingente del ejército peruano que se encontraba en la zona.
En enero de 1826, el prefecto de la de la zona de la República Peruana, general Juan Pardo de Zela y Vidal, organizó una expedición punitiva, que sólo consiguió endurecer su resistencia.
Con el ejército republicano disperso por todo Perú, el 5 de junio de 1826, los rebeldes asaltaron Huanta, bajo el mando de Huachaca y el antiguo militar y entonces comerciante español Nicolás Soregui (o Zoregui). Poco después, el 6 de julio, dos regimientos de los Húsares de Junín acantonados en Huancayo se amotinaron y unieron a los rebeldes, animándolos a asaltar Ayacucho. Finalmente son repelidos por la guarnición local.
Un tercer levantamiento se produjo a inicios de octubre de 1827, Huachaca volvía a movilizar la población con vivas al rey español. El 12 de noviembre una hueste de indios salieron de las montañas y asaltaron Huanta. De los 175 defensores del batallón Pichincha, comandados por el sargento mayor Narciso Tudela, murieron 10 a 12 y lograron escapar a Ayacucho en grupos dispersos 80 o 90. Sesenta asaltantes cayeron en combate. La mayor parte de los habitantes se quedaron en la urbe sin mayores problemas, aunque muchos fueron los que escaparon. Los días 22 a 24 fueron de negociaciones entre ambos bandos que no llevaron a nada.
El 29 de noviembre, 300 tiradores de línea, 100 prisioneros gubernamentales que cambiaron de bando y 400 iquichanos con lanzas y rejones nuevamente se lanzaron contra Ayacucho, cuya defensa dirigía el prefecto Domingo Tristán y Moscoso (1768-1847). A su haber tenía 100 soldados armados con fusiles y un pequeño cañón. Eran dos compañías del batallón del N.º 8 mandadas por el coronel Juan Francisco de Vidal. El prefecto había enviado tres sacerdotes a Huanta para intentar aplacarlos, mandaba a Chiara una proclama para reclutar morochucos y esperaba 250 fusiles desde Lima. Para apoyar a su centenar de soldados acude a los «cangallinos, andahuaylinos y cívicos» (milicianos de 15 a 50 años), pronto congrega 120 andahuaylinos, 260 cívicos y 2.000 morochucos, pero no todos participaron de la defensa. Todos los hombres de la ciudad en edad militar. Huachaca llegó por Mollepata con 100 tiradores de línea y muchos indios con lanzas y rejones, pero los morochucos bajaron de La Picota por Quebrada Honda para amenazar la retaguardia iquichana, los andahuaylinos atacaron el ala derecha por Huatatas y el coronel Vidal estaba al mando de las milicias en el centro, entre los tunales del arrabal Calvario.
Tristán se había preparado bien y pudo rechazar a los atacantes y perseguirlos a la colina de Mollepata y la quebrada Honda, donde les venció el día 30. Los iquichanos tuvieron 300 muertos y 64 prisioneros. Nuevamente la «guerra de campesinos» se mostraba incapaz de tomar una ciudad, viéndose relegada a su «ruralidad». La toma de la capital provincial era clave, podía «transformar esta guerra campesina en guerra civil» porque sus planes incluían apoderarse de Ayacucho para cortar las comunicaciones entre Cuzco y Lima y aislar al sur del Perú. Todo a la espera de tropas de la Santa Alianza y España. Después esperaban alzar en armas Huancavelica, Ica, Aymaraes y Cerro de Pasco para formar un gran ejército con el que recuperar Perú para su rey. Poco después del combate llegaba el general Francisco de Paula Otero (1786-1854) con 300 soldados desde Lima. El 12 de diciembre las tropas republicanas recuperaban Huanta.
Vino la fase de «pacificación» llamada «guerra de las punas». Esta fue una verdadera «campaña de exterminación» comandada por el general Otero, veterano en enfrentar guerrillas. Sus tropas incluyeron «contramontoneras» de indios reclutados en Tambo, Pacaicasa, San Miguel Huamanguilla y otras localidades y dos batallones de línea. Un gran combate se libró en Uchuraccay, el 25 de marzo de 1828, cuando el comandante de los batallones cívicos, Gabriel Quintanilla, asalto el cuartel de Huachaca. En el enfrentamiento cayeron 21 guerrilleros, incluyendo el sargento mayor Pedro Cárdenas y el hermano del caudillo, Prudencio Huachaca. Otros 24 fueron tomados prisioneros. Al comenzar mayo se dio el último combate en Ccano en el actual Distrito de Huanta, en plena región de las punas; el coronel Vidal derrotaba a los montoneros definitivamente. El 8 de junio, en una acción armada en plena selva, casi todos los líderes realistas son capturados. La guerra acababa definitivamente. Huachaca se veía obligado a refugiarse en las selvas del Apurímac.
El reformismo borbónico implicó el cierre de muchas misiones, llevando necesariamente a la pérdida del control de vastas regiones selváticas del valle del Apurímac. El liberalismo de los períodos 1808-1814 y 1820-1823 y los revolucionarios de Bolívar no llevaba más que a profundizar dicha situación. El 1 de noviembre de 1824 mandaba clausurar el convento franciscano Santa Rosa de Ocapa. Esto demostraría ser una mala decisión, los guerrilleros iquichanos lograron resistir por años gracias al encontrar refugio en las selvas bajas al este de la sierra, zonas sólo accesibles por el Mantaro y el Apurímac, territorios fuera del control estatal. No habría nuevos impulsos de «asimilación y/o peruanización» hacía las extensas zonas orientales hasta los gobiernos de Ramón Castilla (1797-1867).
Según la historiadora peruana Cecilia Méndez Gastelumendi, el término «iquichano» pasó de ser usado para referirse a todos los indios de la región que participaron de la revuelta (gracias a los pasquines de la propaganda realista) a un símbolo de orgullo colectivo.

### Guerra civil peruana de 1834

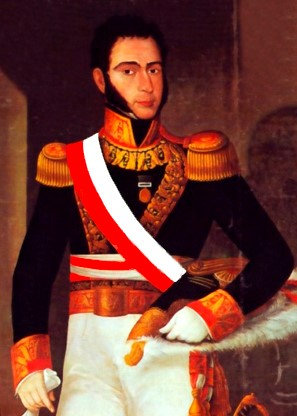
Luis José de Orbegoso, Presidente de Perú (1833-1836).

En la guerra civil peruana de 1834 apoyaron al presidente liberal Luis José de Orbegoso y Moncada (1796-1847) contra el golpe de Estado del general conservador Pedro Pablo Bermúdez Ascarza (1793-1852) y del caudillo cuzqueño, general Agustín Gamarra (1785-1841), figura clave de la política en los años veinte y treinta y enemigo de los huantinos. Durante su presidencia, entre 1829 y 1833 Gamarra había favorecido a los comerciantes limeños y comprado con preventas a numerosos oficiales, nunca había respetado el Congreso ni la Constitución y Cuzco era su bastión personal, por lo que siempre estaba dispuesto a volver al poder. En aquella época no existía un ejército profesional nacional, sino que milicias de reclutas forzados, principalmente campesinos indígenas aimaras y quechas, «sin campesinado no había ejército, y sin ejército no había Estado». Todo caudillo exitoso debía tener una importante base de apoyo rural. Especialmente entre los grandes terratenientes que podían movilizar a sus trabajadores de sus haciendas pero siempre estaban dispuestos a cambiar de bando.
Tras vencer la revuelta en la capital, Orbegoso debió enfrentar a Gamarra en la sierra meridional del país buscando una alianza con los habitantes de Huanta. Estos movilizaron un ejército de 4.000 indios al mando del hacendado Juan José Urbina, quien supo unificar bajo su mando a republicanos y monárquicos. Debió enfrentar a los conservadores, que movilizaron cuatro a cinco mil combatientes en la zona. En abril se apoderaba de Huanta y Huamanga, un mes más tarde la guerra civil finalizaba con la victoria de los liberales.

### Guerra por el establecimiento de la Confederación Peruana-Boliviana

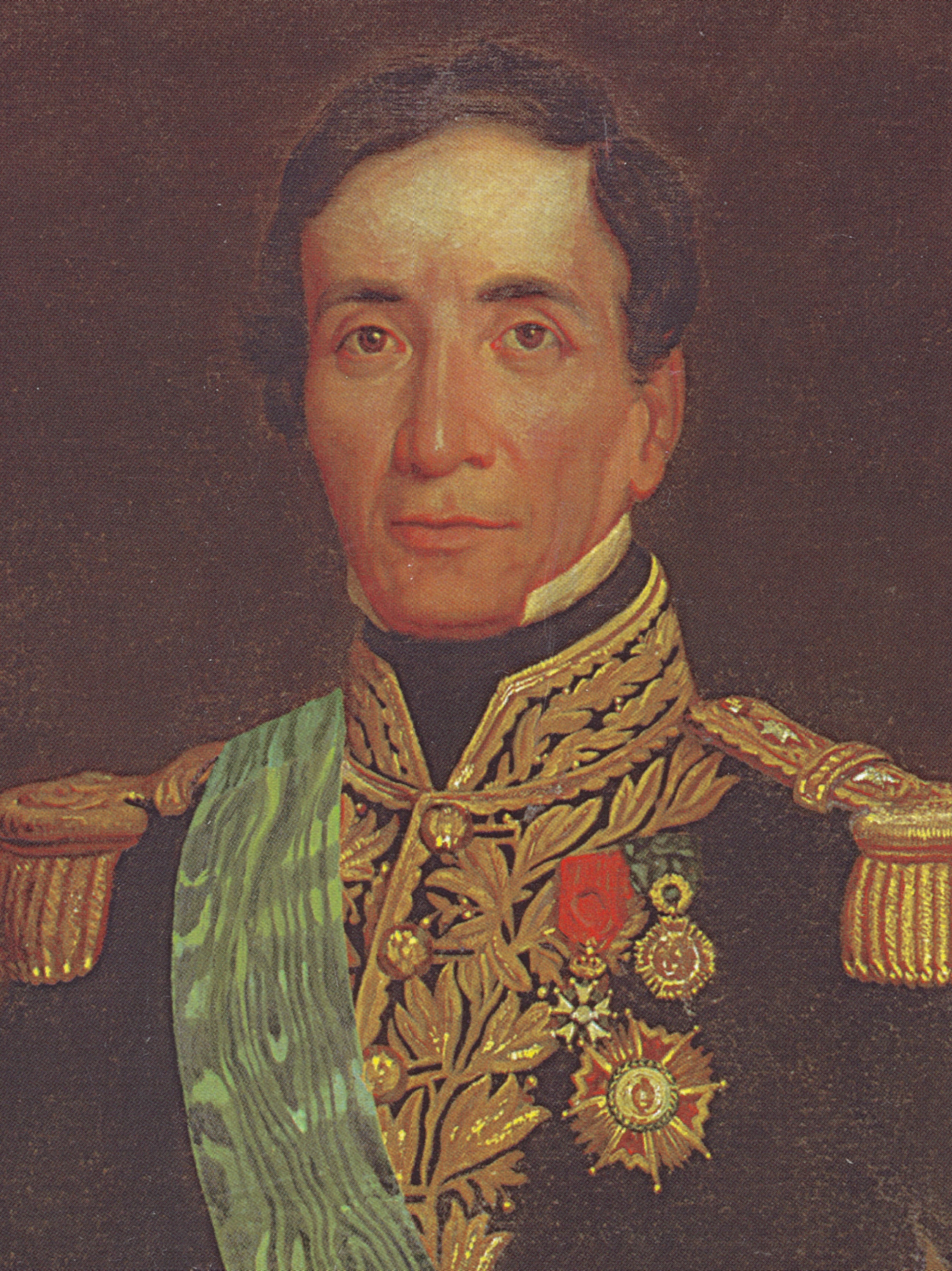
Andrés de Santa Cruz, Presidente de Bolivia (1829-1839) y Protector de la Confederación Perú-Boliviana (1836-1839).

En 1836, los iquichianos se apegaron a la idea de la Confederación Perú-Boliviana vista como «la continuación del imperio por otros medios», por lo que Huachaca participa en las guerras de la Confederación entre 1836 y 1839, en 1836 Huachaca se convierte en Juez de Paz y Gobernador del distrito de Carhuaucran y Jefe Supremo de la República de Iquicha
Durante la guerra entre Salaverry y Santa Cruz, el caudillo indígena, Antonio Huachaca, apoya a este último ya que veía a su Confederación como «la continuación del imperio por otros medios» ya que «vino a dar respuesta a las demandas de los grupos sur andinos que defendían desde al menos 1814 un país más descentralizado, en el tuvieran en cuenta los intereses de las elites regionales frente a los grupos hegemónicos costeños centralistas». En marzo de 1839 se alza en armas contra el ejército restaurador y pone bajo asedio a Huanta infructuosamente. Finalmente cansados del conflicto, tras varios enfrentamientos, se firma el Tratado de Yanallay el 15 de noviembre, entre el prefecto de Ayacucho, coronel Manuel Lopera, y el guerrillero Tadeo Choque (o Chocce). Los iquichanos deciden reconocer y someterse al Estado peruano. Huachaca se niega a participar de ese acuerdo y se retira a las selvas del Apurímac, donde muere en 1848. Con el tiempo, el nombre de «iquichano» se convirtió en símbolo de orgullo colectivo para los habitantes de la región. De hecho, en 1838, las autoridades usaban la expresión «republiqueta de Iquicha» para referirse a los territorios bajo dominio de Huachaca.

### Guerra contra el Ejército Restaurador Chileno-Peruano

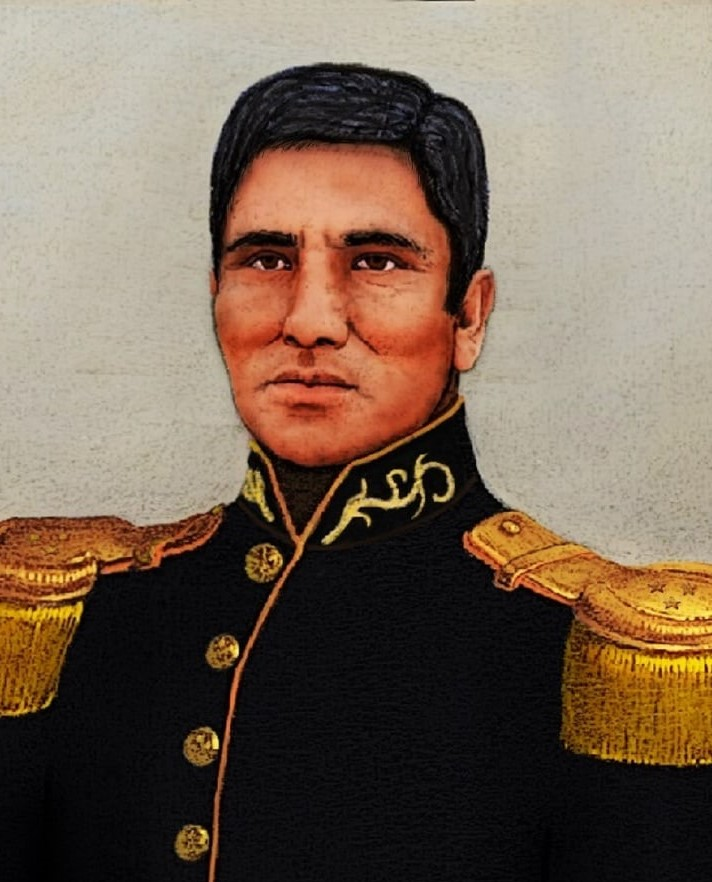
Antonio Huachaca, Jefe Supremo de Iquicha (1822-1839) y Gobernador del distrito de Carhuaucran (1836-1839).

En 1839, cuando la Confederación Perú-Boliviana, fue derrotada por el Ejército Restaurador del Perú, para marzo del mismo año, el general Huachaca y los indígenas iquichanos estaban nuevamente en armas contra una “restauración” criolla, ahora sostenida por las bayonetas extranjeras. Por ello el Ejército Católico sitia nuevamente Huanta, que estaba ocupada por el batallón chileno “Cazadores”.
Ante esta grave situación el prefecto de Ayacucho, coronel Lopera, envió de refuerzo al batallón chileno “Valdivia”, que rompió el asedio y comenzó una cruel expedición en las punas contra la “indiada”.
En junio de 1839 se produjo el combate de Campamento-Oroco, donde el general Huachaca sorprendió a los “expedicionarios” y, en medio de una tempestad, los obligó a una retirada desastrosa. El contingente republicano, para vengar la humillación infringida: «...hizo una verdadera carnicería de hombres —sin distinguir ancianos, niños ni mujeres— y de ganados». Se habla de unas 2000 personas muertas.
En este contexto, el 15 de noviembre de 1839, el comandante general Manuel Lopera (del gobierno peruano) propició un acuerdo con las fuerzas iquichanas para encontrar una salida negociada al conflicto, por lo que se firmó el Tratado de Yanallay, en la meseta de Yanallay de Huanta; entre Lopera y el comandante iquichano Tadeo Choqe, en representación del gran caudillo General José Antonio Navala Huachaca, quienes después de 18 años de haberse proclamado la Independencia del Perú, se comprometieron formalmente a deponer las armas para siempre contra el gobierno peruano y respetar las leyes de la nación. Así, con un tratado de paz, y no con una rendición, acababa la Guerra de Iquicha. Terminaba la resistencia iquichana, que sostuvo su caudillo, la cual dejó consignado en el documento lo siguiente:

«Ustedes son mas bien los usurpadores de Religión, Corona y Suelo Patrio...¿Qué se ha obtenido de vosotros durante...vuestro poder? La tiranía, el desconsuelo y la ruina en un Reino que fue tan generoso. ¿Qué habitante, sea rico o pobre, no se queja hoy? ¿En qué recae la responsabilidad de los crímenes? Nosotros no cargamos semejante tiranía».
Antonio Huachaca.

Huachaca antes que la derrota prefirió internarse en las selvas del Apurímac antes de ceder su monarquismo ante los que creía “anticristos” republicanos. Ahí vivirá hasta su muerte en 1848, siendo enterrado en la iglesia de su pueblo.

## Territorio

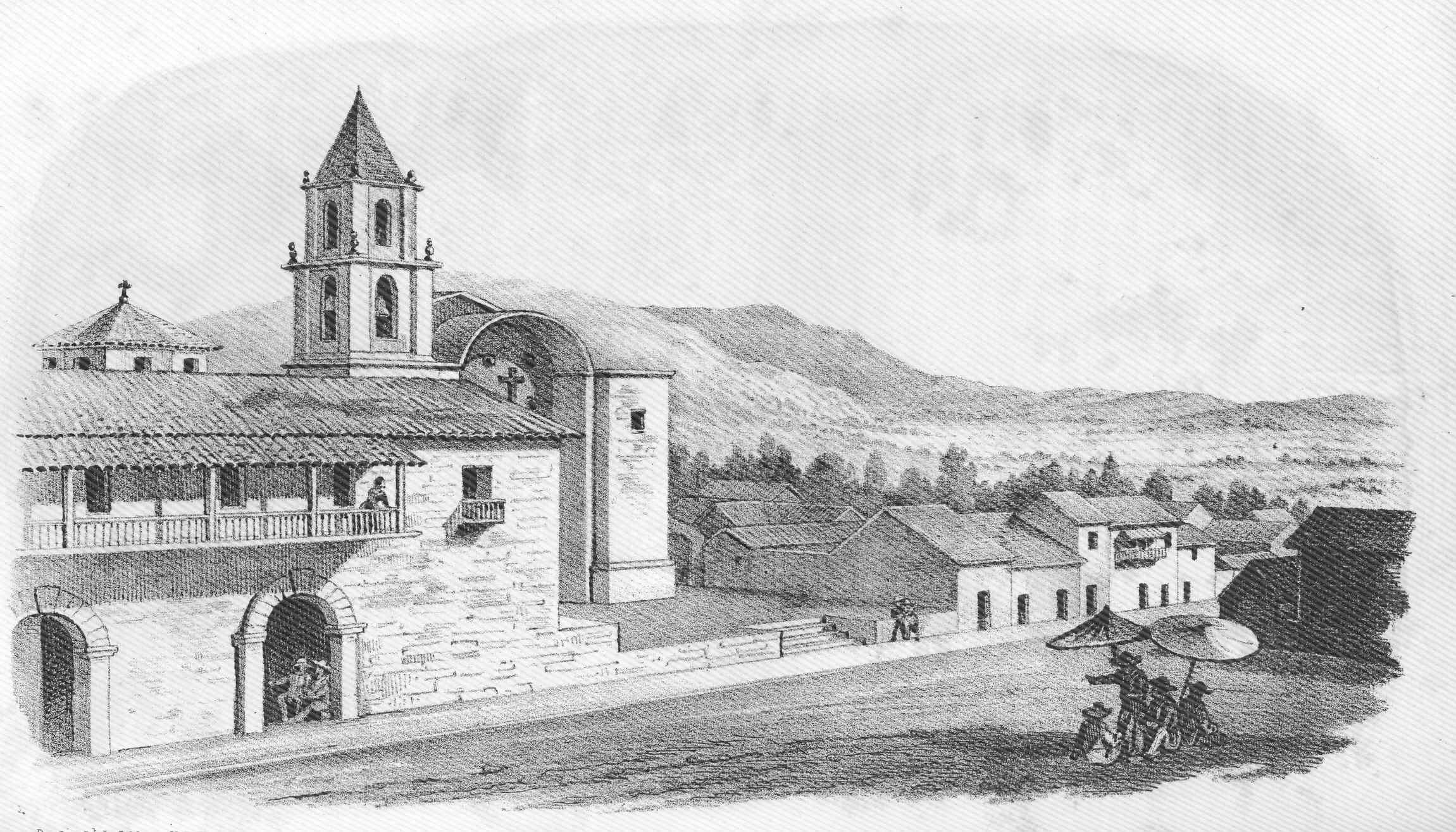
Dibujo de Huanta, ciudad arrasada tanto por los rebeldes como por las tropas de los ejércitos peruano y chileno.

### Callqui
Parapeto y fortaleza natural de los iquichanos, histórico lugar donde se planearon para las invasiones a la población de Huanta, contra los abusos de las autoridades políticas de la provincia, escenario donde se oyeron las primeras detonaciones de las primeras balas en señal de rebelión y el estrépito de la caballería de los iquichanos y el eco marcial de los tambores y cornetas.

### San José de Iquicha
Lugar donde nació y se encuentra sepultado en el altar mayor de su iglesia el famoso caudillo indígena General José Antonio Navala Huachaca, calificado por los escritores peruanos con el título de “Rebelde Iquichano”, por pretender restaurar el gobierno de los Virreyes de Lima y el gobierno de la Confederación Perú-Boliviana. San José de Iquicha, fue ocupado después de los más encarnizados combates por el general Francisco de Vidal, el sanguinario coronel Juan Bautista Cartagena, el coronel Manuel Lopera y el Comandante Gabriel Quintanilla, por ser la cuna de los bravos y feroces Iquichanos, que invadieron en reiteradas veces la ciudad de Huanta y Huamanga, al sublevarse contra los gobiernos de 1826, 1828, 1833 y 1839. 

### Meseta de Yanallay
Lugar donde un 15 de noviembre de 1839, se firmó el famoso e histórico tratado o convenio de Yanallay, entre el Gobierno restaurador y los Iquichanos confederados, convenio suscrito y firmado por el Comandante restaurador General Manuel Lopera y por otro lado el Comandante iquichano Tadeo Choque, comprometiendose formalmente a deponer las armas para siempre contra el gobierno y respetar las leyes de la República Peruana. 

## Gobernantes
| Gobernante                                                        | Gobernante       | Título                                                            | Periodo                                                                 | Autoridad Superior                                                                    | Autoridad Superior                                        |
| ----------------------------------------------------------------- | ---------------- | ----------------------------------------------------------------- | ----------------------------------------------------------------------- | ------------------------------------------------------------------------------------- | --------------------------------------------------------- |
|                                                                   | Antonio Huachaca | Jefe Supremo de Iquicha                                           | 1822-1836                                                               |                                                                                       | Fernando VII Rey de España (1822-1836)                    |
| Jefe Supremo de Iquicha (Juez de Paz y Gobernador de Carhuaucran) | Antonio Huachaca | 1836-1839                                                         |                                                                         | Andrés de Santa Cruz Supremo Protector de la Confederación Perú-Boliviana (1836-1839) |                                                           |
| Jefe Supremo de Iquicha (Juez de Paz y Gobernador de Carhuaucran) | Antonio Huachaca | 1836-1839                                                         | Antonio Huachaca Jefe Supremo de la Confederación Perú-Boliviana (1839) |                                                                                       |                                                           |
|                                                                   | Tadeo Choque     | Jefe Supremo de Iquicha (Juez de Paz y Gobernador de Carhuaucran) | 1839                                                                    |                                                                                       | Tadeo Choque Jefe Supremo del Ejército Confederado (1839) |

## Legado
La memoria monárquica de la República de Iquicha seguiría presente en la población huantina incluso tras la represión. Por ejemplo, en la Revuelta de la Sal de 1896, habrían vuelto a reivindicar los derechos del Servicio del Rey a sus súbditos, antes de aceptar impuestos considerados ilegítimos como el de la sal, habiendo frases como:“...desde los tiempos del Rey jamás habían pagado por la sal, que Dios la había creado de los cerros para los pobres, y con la sal se habían bautizado...”.
Por otra parte, la folclorista Alfonsina Barrionuevo registro que incluso a inicios del siglo XX aún existía la “supervivencia increpable de una antigua costumbre" monárquica que provenía de la cultura política contrarrevolucionaria presente en el Antiguo Régimen (análoga a la tendencia Reaccionaria en varias regiones campesinas y católicas con el ideario del Reinado social de Jesucristo y el rechazo a la Modernización política). Un ejemplo de ello era que aún se hacían misas con gran pasión por el bienestar de un Rey.

“Los párrocos de San José de Iquicha, al terminar la misa parroquial, debían, como en los tiempos virreinales, arrodillarse para rezar ‘un padre nuestro y un Ave María por la buena salud de Nuestro Amo y Señor el Rey que Dios guarde’, oraciones que la muchedumbre coreaba fervorosamente. Los fanáticos de Dios y del monarca obligaron en varias oportunidades a abandonar la doctrina a los párrocos que se negaban en seguirlos en su extraña práctica”